# Mallophora speciosa
Mallophora speciosa är en tvåvingeart som beskrevs av Charles Howard Curran 1934. Mallophora speciosa ingår i släktet Mallophora och familjen rovflugor.
Artens utbredningsområde är Guyana. Inga underarter finns listade i Catalogue of Life.